# Résection atypique pulmonaire
Une résection pulmonaire atypique est un terme médical désignant l'ablation chirurgicale d’un segment non-anatomique du poumon. Elle se distingue d'une segmentectomie pulmonaire par le fait qu'elle ne respecte pas la segmentation anatomique du poumon. L'intervention peut être réalisée soit par thoracotomie soit par thoracoscopie. Elle peut être réalisée dans le cadre du traitement chirurgical du pneumothorax, mais aussi dans la prise en charge diagnostique et thérapeutique des nodules pulmonaires. L'anesthésie nécessite une intubation sélective, afin de travailler sur un poumon non ventilé. Non seulement l'intervention est techniquement facilitée, mais l'exclusion pulmonaire permet d'éviter le risque d'embolie gazeuse lors de la suture du parenchyme pulmonaire.